# Fuendecampo
Fuendecampo (aragonesisch Fosau) ist ein spanischer Ort in den Pyrenäen in der Provinz Huesca der Autonomen Gemeinschaft Aragonien. Der Ort gehört zur Gemeinde La Fueva. Fuendecampo hatte im Jahr 2015 30 Einwohner.
Der Ort ist über die Landstraße N-260 zu erreichen.

## Sehenswürdigkeiten
- Kirche Santa Eulalia